# Muntele Filii, Cluj
Muntele Filii (în maghiară Felsőfülehavas) este un sat în comuna Băișoara din județul Cluj, Transilvania, România.

## Date geografice
Altitudinea medie: 1015 m.